# مرگ کنراد روی
کنراد هنری روی سوم (زاده ۱۲ سپتامبر ۱۹۹۵ – درگذشته ۱۳ ژوئیه ۲۰۱۴) یک نوجوان آمریکایی بود که در سن ۱۸ سالگی بر اثر خودکشی درگذشت. دوست دخترش، میشل کارتر ۱۷ ساله، در پیامک‌هایی او را تشویق به خودکشی کرده بود. این پرونده موضوع یک تحقیق قابل توجه و محاکمه قتل شبه‌عمد در ماساچوست بود که در عامیانه به عنوان «پرونده خودکشی پیامک» شناخته می‌شود. این پرونده شامل تعداد زیادی پیام متنی، ایمیل، و تماس‌های تلفنی بود که بین کارتر و روی قبل از مرگ او ضبط شده بود، که در آن کارتر مکرراً به روی پیامک می‌داد تا خود را بکشد. روی متخصصان بهداشت روان متعددی را دیده بود و برای او داروهای روان‌پزشکی تجویز شده بود.
پس از یک محاکمه، قاضی رئیس دادگاه، لارنس مونیز، کارتر را به قتل غیرعمد متهم کرد و به این نتیجه رسید که او می‌خواسته روی بمیرد و سخنان وی، روی را مجبور به کشتن خود کرده‌است. تصمیم مونیز عمدتاً به آخرین تماس تلفنی کارتر مرتبط بود که در آن او به روی وحشت زده دستور داد تا داخل کامیونش که پر از مونوکسید کربن شده بود، برود.
در ابتدا میشل کارتر به ۲ سال و نیم زندان محکوم شد، اما این مجازات بعداً به ۱۵ ماه کاهش یافت که ۱۱ ماه و ۱۲ روز آن را سپری کرد. این پرونده سوالاتی را در مورد ماهیت و حدود مسئولیت کیفری ایجاد کرد.

## پیشینه
روی در ۱۲ سپتامبر ۱۹۹۵ درماتاپویست، ماساچوست به دنیا آمد. او چندین سال نزد پدر، پدربزرگ و عمویش در تجارت نجات دریایی خانواده‌اش در منطقه نیوانگلند کار کرد. در بهار ۲۰۱۲ با گذراندن سه ماه کلاس‌های شبانه، گواهینامه کاپیتانی خود را از مؤسسه دریانوردی شمال شرق دریافت کرد. در ژوئن ۲۰۱۴ او با بالاترین نمرات از دبیرستان منطقه ای اولد روچستر فارغ‌التحصیل شد. او یک ورزشکار دبیرستانی بود. او با معدل عالی فارغ‌التحصیل شد و در دانشگاه دولتی فیچبورگ برای تحصیل در رشته بازرگانی پذیرفته شد که هرگز فرصت حضور در آنجا را پیدا نکرد.
میشل کارتر در ۱۱ اوت ۱۹۹۶ در ماساچوست به دنیا آمد. او به دبیرستان منطقه‌ای کینگ فیلیپ در ورنتهام، ماساچوست رفت. در سال ۲۰۱۴ برای او سیتالوپرام جهت درمان اضطراب و افسردگی تجویز شد.
کارتر و کنراد روی در سال ۲۰۱۲ در فلوریدا ملاقات کردند. پس از آشنایی اولیه، آنها در طول دو سال تنها چند بار شخصاً یکدیگر را دیدند، علیرغم اینکه تنها حدود ۳۵ مایل (۵۶ کیلومتر) دور از یکدیگر بودند. در عوض، آنها بیشتر با پیامک و ایمیل با یکدیگر در ارتباط بودند.
روز شنبه، ۱۲ ژوئیه ۲۰۱۴، به دنبال پیام کارتر، روی با مسمومیت با دود مونوکسید کربن در کامیون خود در محوطه پارکینگ کی‌مارت در فیرهاون، ماساچوست، خودکشی کرد.
مراسم تشییع جنازه روی در روز شنبه، ۱۹ ژوئیه ۲۰۱۴، در کلیسای سنت آنتونی در ماتاپویست، ماساچوست برگزار شد. صندوق بورسیه کاپیتان کنراد اچ. روی سوم در مؤسسه دریایی شمال شرقی درفیرهاون، ماساچوست، به یاد او تأسیس شد.
میشل کارتر در ۴ فوریه ۲۰۱۵ متهم شد و روز بعد در دادگاه نوجوانان نیوبدفورد در تاونتون، ماساچوست به اتهام قتل غیرعمد محاکمه شد. هیئت منصفه به اندازه کافی او را متهم به کمک «عمدی و بی پروا» به خودکشی کرد. او در آن زمان ۱۷ سال داشت و دادگاه او را به عنوان «متخلف جوان» به جای عنوان «متهم جوان» معرفی کرد، به این معنی که او می‌تواند در بزرگسالی محکوم شود.
در ۲۳ ژانویه ۲۰۲۰، کارتر به دلیل رفتار خوب سه ماه زودتر از زندان آزاد شد. قانون ایالت ماساچوست به زندانیان این امکان را می‌دهد که به دلیل رفتارهای مناسب، ۱۰ روز در ماه مجازات خود را کاهش دهند. کارتر ۱۱ ماه و ۱۲ روز از محکومیت ۱۵ ماهه خود را سپری کرد.